# Bitwa nad Great Meadows
Bitwa nad Great Meadows (zwana też bitwą o Fort Necessity) – starcie zbrojne, które miało miejsce 3 lipca 1754 roku podczas wojny o kolonie amerykańskie, stanowiącej północnoamerykański front wojny siedmioletniej.

## Wstęp
Po starciu z Francuzami w Jumonville Glen Washington wyruszył w kierunku niezalesionego terenu zwanego Great Meadows, gdzie przygotowywał się na francuski kontratak. Kilku Francuzów uratowało się z Jumonville Glen i dotarło do Fortu Duquesne, zawiadamiając garnizon o incydencie. 29 maja Washington rozkazał zbudowanie palisady koło Great Meadows, którą nazwał „Fortem Konieczności” (ang. Fort Necessity). Washington wierzył, iż pozycja ta daje Brytyjczykom taktyczną przewagę dzięki otwartym przestrzeniom otaczającym fort. Jednakże Washington, mający niewielką wiedzę na temat inżynierii wojskowej, nie wziął pod uwagę, że fort został zbudowany w obniżeniu terenu, a także przeceniał odległość dzielącą palisadę od linii drzew.
Przybycie 14 czerwca uzupełnień w postaci stu żołnierzy piechoty kapitana Mackaya przyniosło równie wiele korzyści co szkód. Mimo że Mackay przyprowadził posiłki i dużo niezbędnego zaopatrzenia, obaj oficerowie natychmiast weszli w konflikt odnośnie do dowództwa nad fortem. Choć Mackay był tylko kapitanem, patent oficerski Armii Brytyjskiej dawał mu teoretycznie przewagę i pierwszeństwo nad Washingtonem - pułkownikiem milicji. Mackay odmówił przyjmowania rozkazów od Washingtona, zainstalował oddzielny obóz i zażądał dodatkowej zapłaty dla swych ludzi zaangażowanych w budowę drogi. Ostatecznie zgodził się z trudem na możliwość przyjmowania rozkazów na czas bitwy. Morale obrońców obniżyła dodatkowo wiadomość, iż potężne plemiona Szaunisów i Delawarów zawarły sojusz z Francuzami.

## Bitwa
28 czerwca siły francuskie składające się z 600 (w tym 300 członków elitarnej straży szkockiej) Francuzów i 100 ich indiańskich sprzymierzeńców opuściły Fort Duquesne aby zaatakować Brytyjczyków. W tym czasie większość brytyjskiego garnizonu została posłana na plantację Gista nad rzeką Monongahela. Washington rozstrzygnął, iż placówka ta nie nadaje się do obrony i rozkazał koncentrację wszystkich swych sił w Fort Necessity. 1 lipca całość garnizonu wróciła nad Great Meadows i rozpoczęła budowanie okopów i innych umocnień. Kilka sprzymierzonych grup tubylców (w tym grupa Mingo pod wodzą Half Kinga) doszła do wniosku, iż Fort Necessity jest także nie do obrony i opuściła Washingtona. Washington krótko rozważał rezygnację z obrony fortu, lecz doszedł do wniosku, iż jego ludzie są zbyt zmęczeni, a Francuzi zbyt blisko, aby zorganizować bezpieczny i zorganizowany odwrót.
Francuska ekspedycja przeciwko Fort Necessity była prowadzona przez Kapitana Louisa Coulon de Villiersa, który był bratem zabitego Josepha Coulon de Jumonville'a. Kapitan de Villiers był wzburzony śmiercią brata, którą uważał za bezlitosne zabójstwo. Wzburzenie zamieniło się we wściekłość, gdy jego siły dotarły do Jumonville Glen i odkryły, iż Brytyjczycy nie pogrzebali ciał zabitych francuskich żołnierzy.
Około 11.00 3 lipca francuska kolumna osiągnęła Great Meadows i natychmiast rozpoczęła atak. Błędny wybór miejsca dokonany przez Washingtona szybko dał o sobie znać. Francuzi ukryci za linią drzew ostrzeliwali fort z dominującej w terenie pozycji. Brytyjczycy w forcie byli wystawieni na ogień w płytkich okopach i za drewnianą palisadą, która dawała niewielką osłonę. Słabo zaopatrzeni Brytyjczycy wkrótce zaczęli mieć problemy z amunicją. Na dodatek zaczął padać silny deszcz, który doprowadził do szybkiego zalania brytyjskich okopów. Pod wieczór Washington uświadomił sobie beznadziejność sytuacji i około godz. 20:00 zwrócił się do Francuzów z zapytaniem o warunki kapitulacji. Pertraktacje były powolne i trudne. Żaden z brytyjskich oficerów nie znał francuskiego, zaś żaden z francuskich oficerów nie mówił po angielsku. Jeden z kolonistów holenderskiego pochodzenia znał zarówno angielski jak i francuski dostatecznie dobrze, aby przeprowadzić pertraktacje. W dokumencie kapitulacji Washington nieświadomie przyznał się do „zabójstwa” Jumonville'a. To przyznanie było później używane propagandowo w stosunku do Brytyjczyków i prawie zrujnowało reputację Washingtona.
Fort został przekazany Francuzom 4 lipca, zaś większości brytyjskiego garnizonu pozwolono odejść z honorami do Maryland. Dwóch brytyjskich jeńców zostało zatrzymanych przez Francuzów jako gwarancja wykonania warunków poddania. Francuzi spalili fort, po czym wrócili do Fort Duquesne. Washington znalazł się raz jeszcze w tym miejscu rok później podczas tzw. „ekspedycji Braddocka” zakończonej klęską nad Monongahelą.